# Culex spiculosus
Culex spiculosus är en tvåvingeart som beskrevs av Bram och Rampa Rattanarithikul 1967. Culex spiculosus ingår i släktet Culex och familjen stickmyggor. Inga underarter finns listade i Catalogue of Life.